# Karin Park
Karin Park (6 septembre 1978 à Djura (commune de Leksand), est une chanteuse et compositrice de pop suédoise, active depuis 2003.
Son premier album, Superworldunknown, était pop et rock. Depuis Karin Park a évolué vers une musique plus électronique.

## Grand prix de l'Eurovision 2013
Karin Park a composé et écrit le titre I Feed You My love chanté par Margaret Berger, choisi pour représenter la Norvège au Concours Eurovision de la chanson 2013.

## Discographie

### Albums
- Superworldunknown, Waterfall Records, 2003
- Change Your Mind, Superworldmusic, 2006
- Ashes To Gold, Young Aspiring Professionals, 2009
- Highwire Poetry, State Of The Eye Recordings, 2012
- Apocalyse Pop, Line State Of The Eye Recordings, 2015

### Singles
- Hook N Sling feat. Karin Park - Tokyo By Night (Axwell Remix), Axtone Records, 2014